# Солдат будущего (термин)

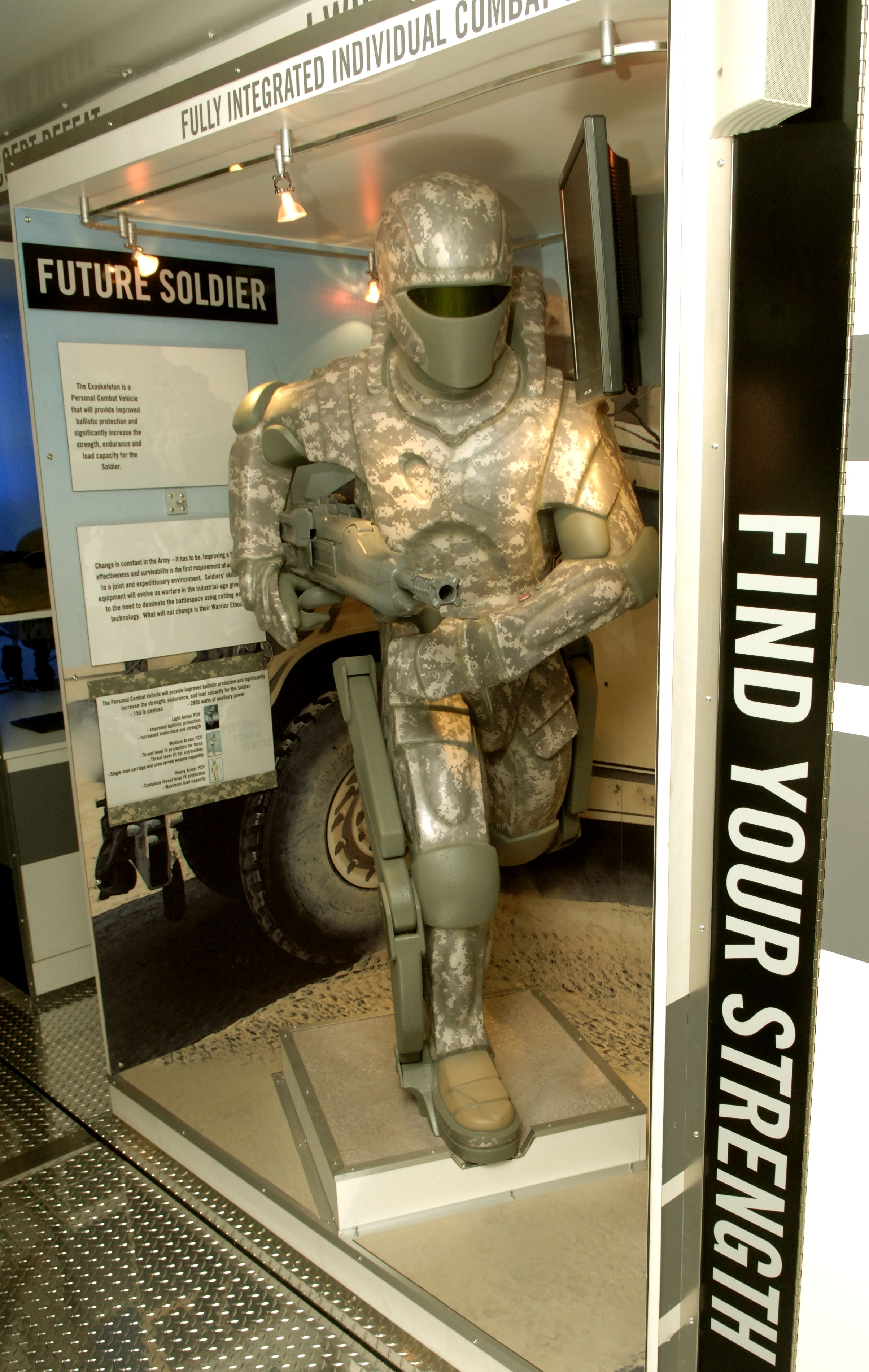
Проект солдата будущего с элементами экзоскелета

Солдат будущего (от англ. Future Soldier) или солдат XXI века  — концепция и проекты по увеличению производительности и эффективности отдельно взятого военнослужащего, участвующего в боевых действиях в пешем порядке, на основе лучших технологических достижений XX и XXI века, в первую очередь бывший одноимённый проект США и их союзников, запущенный в конце 1990-х годов, и разрабатываемые в рамках этой концепции проекты в странах-участниках, американский проект был закрыт в 2014 году. Почти все проекты включают в себя интеграцию солдат в цифровую систему управления боем.

## Предназначение
.

Командный пункт ДАРПА

Главным предназначением экипировки является повышение боевой эффективности как отдельно взятого солдата, так и всего отряда в целом. Этому способствует повышенная информационная связность подразделения, облегчающая координацию действий на поле боя. Также в задачи проектов «солдатов будущего» входит снижение физической нагрузки и повышение мобильности за счёт использования более лёгких материалов в элементах защиты. 
Кроме того, повышается выживаемость военнослужащих за счёт «динамической брони», систем обнаружения мин, а также применения термостатических тканей, защищающих от перегрева и переохлаждения. 
Предусмотрены биологическая и химическая защита, электронные системы управления вооружением, уменьшающие риск, связанный с человеческим фактором.

## История
Попытки повышения устойчивости живой силы к средствам поражения противника и различным неблагоприятным факторам среды предпринимались с различным успехом в разное время мировой военной истории, но как систематический комплекс мероприятий, направленных на повышение эффективности военнослужащих, их живучести на поле боя и вне его, позднее оформившийся в специальную федеральную целевую программу со множеством привлечённых исследовательских структур и учреждений, а равно и само понятие «солдат будущего» не как объект интереса для военной футурологии (что встречается в трудах писателей-фантастов и футурологов с XIX века), а как одно из направлений прикладных научных исследований, возникло в период Холодной войны в 1960-е годы, с ростом потерь Вооружённых сил США и стран-сателлитов во время эскалации Вьетнамской войны. Поскольку череда непрекращающихся военных конфликтов в Индокитае и на Ближнем Востоке показала, что современный военный конфликт (в широком смысле) имеет выраженную тенденцию к увеличению общего количества и процентного соотношения небоевых потерь (санитарных потерь от острых тропических болезней, тяжёлых отравлений и традиционных заболеваний-спутников окопной жизни, небрежного обращения со взрывоопасными и легковоспламеняющимися материалами, нарушения правил техники безопасности, аварий из-за отказов и неисправностей сложной военной техники) к боевым потерям вообще, а среди последних перекос в сторону потерь вне поля боя (от подрыва на минах и примитивных ловушках, диверсионных вылазок местных партизанских формирований, ошибок в идентификации и др.). Для исправления возникшего перекоса требовалось решение ряда насущных проблем, в частности:
- Снижение процента потерь от снайперского огня и диверсий за счёт разработки новых, более лёгких и прочных материалов для использования в качестве средств индивидуальной бронезащиты (бронежилеты и каски, комплекты защитного снаряжения), маскировочных костюмов и других средств маскировки военнослужащего;
- Снижение процента потерь от подрыва на минах, попадения в ямы-ловушки и различные примитивные замаскированные ловушки, путём разработки средств обнаружения противопехотных мин и замаскированных инженерных заграждений, средств разграждения и средств быстрой маркировки обнаруженных мин и инженерных заграждений при невозможности или нецелесообразности попыток разминирования;
- Снижение процента потерь в результате ошибочной идентификации за счёт внедрения инструментальных средств распознавания (IFF) и средств связи (беспроводной) отдельного военнослужащего внутри подразделения и с подразделениями-соседями, приборов ночного видения;
- Снижение процента санитарных потерь за счёт увеличения качества санитарно-медицинского обеспечения и эффективности индивидуальных санитарных средств оказания экстренной и домедицинской помощи (перевязочных пакетов, индивидуальных аптечек, быстродействующих кровоостанавливающих средств);
- Снижение процента острых кишечных заболеваний и других заболеваний, вызванных инфекционными возбудителями, проникающими в тело через пищу и воду, и поражающими желудочно-кишечный тракт, за счёт разработки индивидуальных рационов питания (сухих пайков), включающих в себя высококалорийную и питательную, богатую витаминами и микроэлементами пищу длительного хранения в герметичной упаковке, обеспечивающей сохранность в любых погодно-климатических условиях, разработки противомикробных средств для очистки воды в полевых условиях, способов и технологий обеспечения водой при невозможности забора воды из открытых водоёмов и источников (что впоследствии выразилось в замене фляги ёмкостями типа «кэмелбэк»);
- Снижение процента кожных заболеваний и вшивости среди военнослужащих, за счёт обеспечения индивидуальными гигиеническими средствами;
- Увеличение боевой эффективности военнослужащего как самостоятельной боевой единицы за счёт разработки аппаратуры ближней разведки, инструментальных средств целеуказания, корректировки огня, навигационных приборов, оптико-электронных прицельных приспособлений со встроенными тепловизионными устройствами и баллистическими вычислителями, оптических приборов для нормального обзора местности и воздушной обстановки в тёмное время суток и в условиях ограниченной видимости;
- Миниатюризация (уменьшение в размерах) всех перечисленных элементов с целью обеспечения возможности их ношения одним военнослужащим, а не распределения среди личного состава подразделения, как это делалось до того;
- Постепенный переход от аналоговой к более компактной и эффективной цифровой и аналого-цифровой вычислительной технике, разработка более компактных источников питания, обеспечивающих более длительную эксплуатацию, разработка энергоэффективной аппаратуры, экономно потребляющей расходуемую энергию;
- Интеграция носимой электроники военнослужащего в автоматизированные системы управления войсками и системы управления огнём подразделений, сопряжение их с воздушно-космическими (авиационными и спутниковыми) системами связи, наблюдения и навигации, наведения авиации и артиллерии.

Все указанные направления исследований, при условии нескоординированной и несогласованной работы, имели значительно меньший потенциал и в перспективе обещали принести меньше пользы, чем при условии комплексного их внедрения. Для систематизации и координации работы создавались комплексные программы исследований с общими руководящими органами, дабы стандартизировать и унифицировать разрабатываемые и внедряемые инновации для всех видов вооружённых сил. Как правило, проекты такого рода курировались лабораториями в структуре Департамента армии и Военно-морского министерства США (лаборатории флота работали в интересах Корпуса морской пехоты, поскольку он не имел собственных лабораторных учреждений). Работы были сосредоточены на повышении боевой эффективности, эргономичности вооружения и военной техники, живучести личного состава. Кроме того, военное командование проявляло активность в плане сопутствующих мероприятий повышения привлекательности службы для населения, безопасности её прохождения, введения новых систем тарификации и оплаты, премирования и поощрения за образцовую службу (что также входило в облик «солдата будущего» и «армии нового типа»).

## Основные компоненты «экипировки будущего»

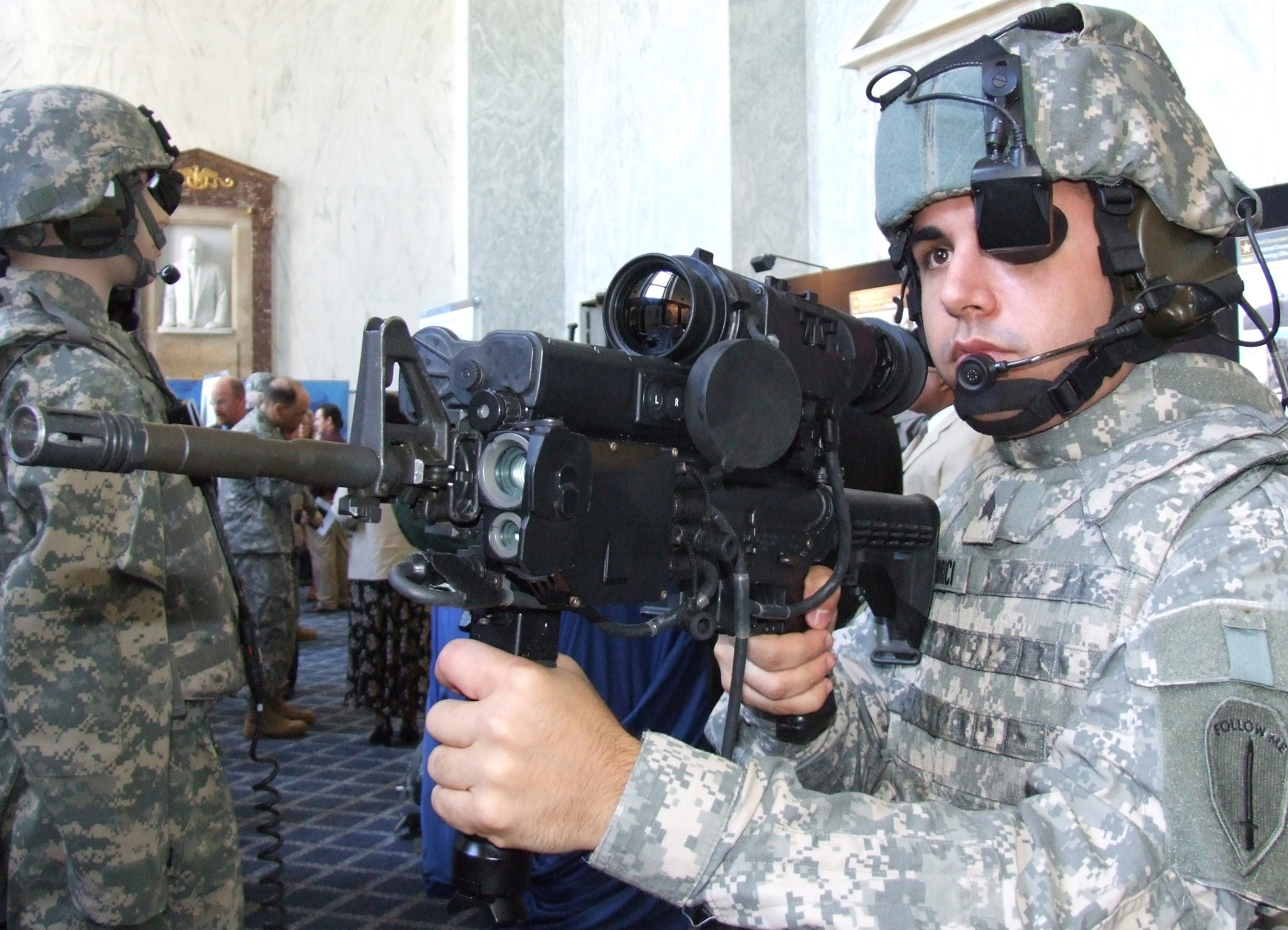
Солдат американской программы Land Warrior

Компоненты экипировки «солдат будущего» разнятся в зависимости от страны-разработчика, но всё же большинство из них имеет общие черты. К основным элементам можно отнести бронежилет, шлем, системы ночного видения, тепловизор, рацию, навигатор, блок питания и усовершенствованное стрелковое оружие, лазерный дальномер, нашлемный дисплей (в том числе с системой дополненной реальности, например, ARC4 (США)), компьютер, персональный хаб, электронные карты, системы спутниковой навигации, отображающие сведения в реальном времени, экзоскелет, динамическая броня, системы отслеживания физического состояния военнослужащего (пульс, температура, кровяное давление). Отделения армии должны быть оснащены разведывательными беспилотными системами, которыми могут управлять обычные солдаты.

## Разрабатываемые комплекты по странам

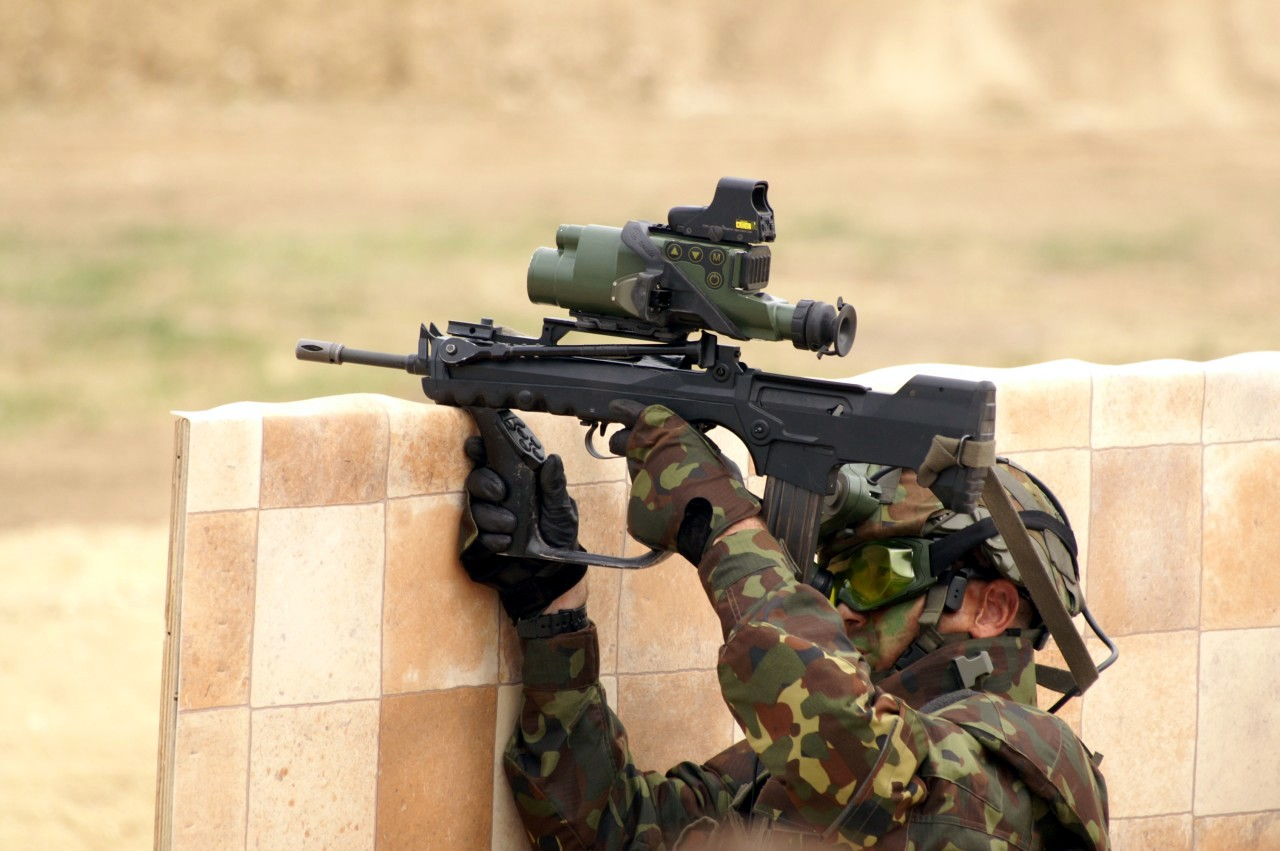
Французский комплект FELIN благодаря расположенной на винтовке видеокамере передаёт изображение на нашлемный дисплей, тем самым позволяя вести огонь из укрытия

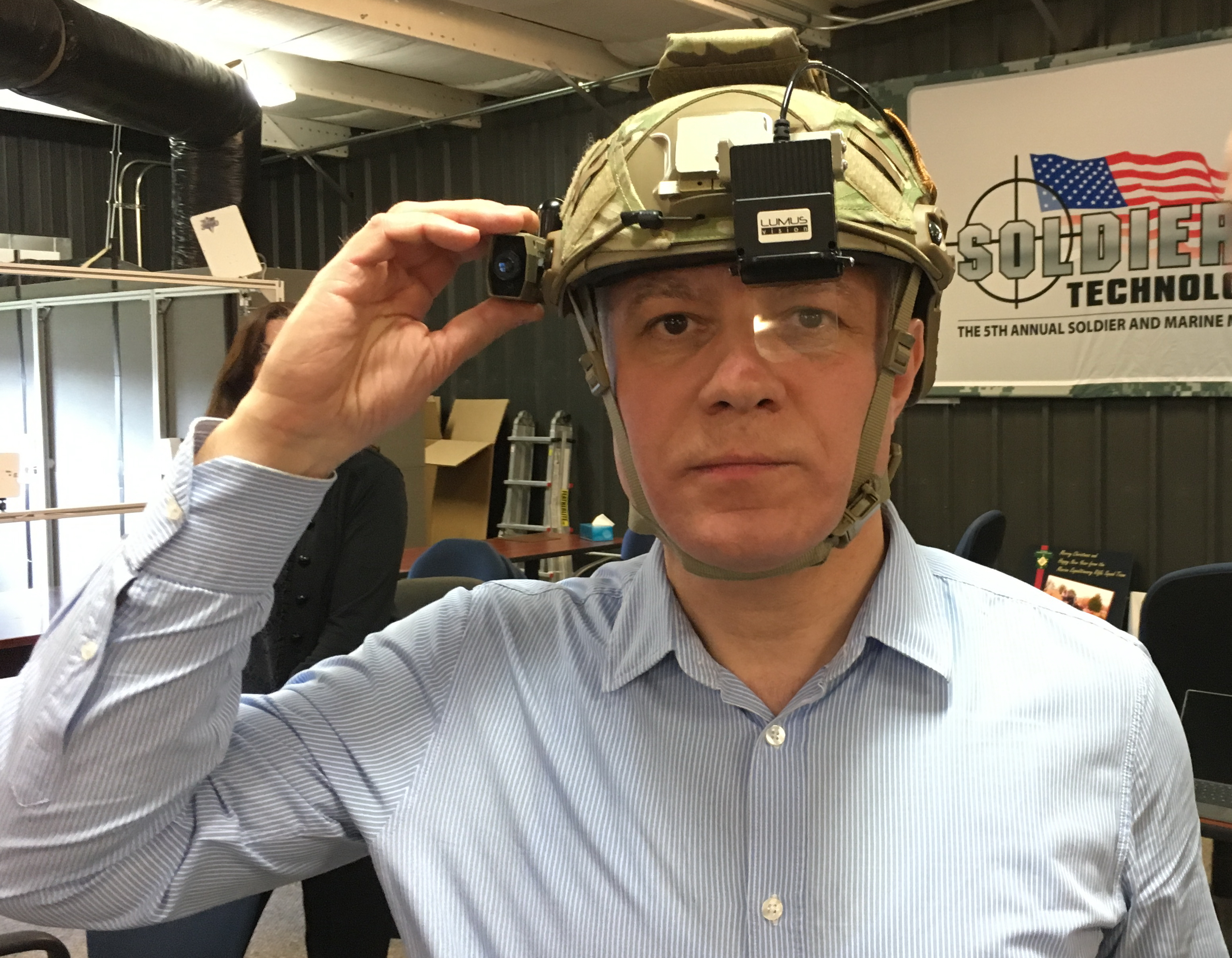
Система дополненной реальности солдата ARC4 (США)

| Страна                          | Проект |
| Австралия                       | Land 125/MCBAS |
| Австрия                         | Der Kampfanzug NEU и Dienstanzug NEU, Soldat der Zukunft и Soldat 2015 |
| Беларусь                        | Солдат — боевые системы |
| Бельгия                         | BEST |
| Бразилия                        | BRACO — Forte (заменена программой COBRA) |
| Великобритания                  | Future Integrated Soldier Technology |
| Венгрия                         | EDA |
| Германия                        | IdZ и Soldat im Einsatz |
| Греция                          | Future Soldier |
| Дания                           | Danish Army Network Enabled Soldier |
| Израиль                         | IAS/AISS и ANOG (IICS/Dominator) |
| Индия                           | F-INSAS, Advanced Integrated Combat System |
| Иордания                        | Future Soldier |
| Иран                            | Sarbaz Velayat (SARV) |
| Испания                         | COMFUT |
| Италия                          | Soldato Futuro |
| Казахстан                       | Future Soldier |
| Канада                          | Integrated Soldier System Project |
| Республика Корея                | Future Soldier |
| Малайзия                        | Soldier Advanced Kombat Technology Integrated |
| Мексика                         | Systema Xiuhcoatl (Шиукоатль) |
| Европейское оборонное агентство | 21st Century Soldier System |
| НАТО                            | NATO Soldier Modernization Plan |
| Нидерланды                      | VOSS, SMP, D2S2/Dutch Dismounted/Digitized Soldier System, CIMэ= |
| Новая Зеландия                  | Future Soldier |
| Норвегия                        | NORMANS |
| Пакистан                        | Future Soldier |
| Польша                          | Projekt TYTAN |
| Португалия                      | Soldado do Futuro |
| Россия                          | Ратник, Сотник, Стрелец, Легионер, Боец-21, Бармица |
| Румыния                         | Individual Fighting System и Advanced Integrated Combat System |
| Сербия                          | 21st Century Soldier |
| Словакия                        | PIBS/Advanced Individual Combat System/Advanced Integrated Fighting System |
| Словения                        | Bojevnik 21. stoletja |
| Сингапур                        | Advanced Combat Man System |
| Судан                           | KOMBO |
| США                             | Land Warrior (заменена программой Future Soldier), Objective Force Warrrior (заменена программой Future Force Warrior (отдельные проекты: Nett Warrior, Air Warrior, Mounted Soldier System, Advanced Combat Rifle), Marine Expeditionary Rifle Squad, Ground Soldier Ensemble, Tactical Communication and Protective Systems (Project Manager Soldier Warrior (отдельные проекты: Product Manager Air Warrior, Product Manager Ground Soldier, Product Director Soldier Systems Integration)), GSE/GSS, Air Soldier, TALOS |
| Таиланд                         | SFT 21 |
| Турция                          | TEK-ER |
| Украина                         | Горка МК-2 |
| Филиппины                       | Future Soldier |
| Финляндия                       | Warrior 2020 |
| Франция                         | FELIN |
| Чехия                           | Voják 21. století |
| Чили                            | Aguila |
| Швейцария                       | IMESS |
| Швеция                          | MARKUS |
| Шри-Ланка                       | Special Infantry Operations Team |
| ЮАР                             | African Warrior |
| Япония                          | Advanced Personal Armament System (Advanced Combat Infantry Equipment System) |